# Wilfried Put
Wilfried Herman Joseph Put , conocido como "Willy" Put,  es un escultor y grabador de medallas neerlandés, nacido el año 1932 en  De Rijp.

## Datos biográficos
En el año 1980 obtuvo el Premio Charlotte van Pallandt, de carácter bienal y concedido a las jóvenes promesas de la escultura en los Países Bajos.
Wilfried Put es el autor de la escultura titulada Scrum -  bronce expuesto en las calles de Leusden.

## Obras (selección)
| Título                                     | Año  | Localización | Material | Imagen                 |
| ------------------------------------------ | ---- | ------------ | -------- | ---------------------- |
| Scrum                                      | 1987 | Leusden      | Bronce   | - Pulsar para ampliar. |
| Wasvrouw                                   | 1964 | Zandvoort    | Bronce   |                        |
| Hoogovenarbeiders trabajador de alto horno | 1970 | Ámsterdam    | Bronce   |                        |